# Norra Riksten
Norra Riksten – miejscowość (tätort) w Szwecji, w regionie administracyjnym (län) Sztokholm, w gminie Botkyrka.
Według danych Szwedzkiego Urzędu Statystycznego liczba ludności wyniosła: 2044 (31 grudnia 2015), 2810 (31 grudnia 2018) i 2862 (31 grudnia 2019).